# Драган Пантелич
Драган Пантелич (сербохорв. Dragan Pantelić/Драган Пантелић, 9 листопада 1951, Лозниця — 20 жовтня 2021, Ниш) — югославський футболіст, що грав на позиції воротаря. Відомий за виступами в клубах «Раднички» (Ниш) та «Бордо», а також у складі національної збірної Югославії. Відомий також своїми бомбардирськими здібностями, в офіційних матчах забив понад 20 м'ячів, більшість з яких з пенальті.

## Клубна кар'єра
Драган Пантелич народився в місті Лозниця. У дорослому футболі дебютував у 1972 році виступами за команду «Раднички» (Ниш), в якій грав до 1981 року, більшість часу був основним голкіпером команди, відрізнявся не тільки надійністю, а й бомбардирськими здібностями, забиваючи м'ячі не тільки з пенальті, а й зі штрафних, та навіть ударом зі своєї половини поля, причому цей м'яч пропустив також колишній воротар югославської збірної Енвер Марич.
У 1981 році Драган Пантелич став футболістом французького клубу «Бордо». Перший сезон він відрізнявся виключно надійною грою, визнавався навіть кращим гравцем команди. Проте на початку другого сезону виступів він після матчу вступив у конфлікт із лайнсменом, та за звинуваченням у нападі на суддю отримав річну дискваліфікацію. Футболісти «Бордо» пробували протестувати, навіть на календарний матч із «Нантом» вийшли без воротаря, проте дискваліфікацію залишили в силі. Після закінчення дискваліфікації Пантелич повернувся до Югославії, де протягом року грав за команду другого дивізіону «Тимок». У 1984 році воротар-бомбардир повернувся до свого рідного клубу «Раднички», проте вже в 1985 році завершив виступи на футбольних полях.

## Виступи за збірні
У 1980 році Драган Пантелич грав у складі олімпійської збірної Югославії, у складі збірної був учасником футбольного турніру Олімпійських ігор 1980 року у Москві, на яких югославська збірна зайняла 4-те місце.
У 1979 році Пантелич дебютував у складі національної збірної Югославії. У складі збірної був учасником чемпіонату світу 1982 року в Іспанії, на якому югославська збірна не зуміла вийти з групи. У складі збірної грав до 1984 року, зіграв у її складі 19 матчів, та відзначився 2 забитими м'ячами з пенальті.

## Після завершення виступів
Після завершення виступів на футбольних полях Драган Пантелич у 1989—1990 роках був головним тренером свого колишнього клубу «Раднички» з Ниша, пізніше працював президентом клубу. У 2001 році Драгана Пантелича обрали депутатом парламенту від партії Сербської єдності, проте в парламенті він відпрацював тільки одне скликання.
Драган Пантелич помер 20 жовтня 2021 року в університетському клінічному центрі міста Ниш внаслідок коронавірусної хвороби.